# Fuko
Fuko (japonês: 風子, Hepburn: Fūko) ou P-Chan (japonês: Ｐちゃん) é uma modelo e AV idol japonesa, notável no meio artístico adulto.

## Careira
Fuko apareceu primeiro em soaplands sob o nome "Love" (らぶ Rabu), o qual ela usou para as fotos de topless para o site Tokyo Topless em 2005. No ano de 2006, Fuko rapidamente alcançou fama no Japão, aparecendo em várias revistas japonesas e em shows na televisão. Ela iniciou um blog em japonês (風子の風まかせ～♪) em Setembro de 2006. Em 21 de Novembro de 2006, Fuko apareceu no programa de televisão japonês Narutomo! (なるトモ!) com Yuzuki Aikawa (愛川ゆず季). Ela apareceu então em um DVD (Fuko P!), lançado em 9 de Março de 2007. um segundo DVD, Mix Juice, lançadoem 16 de Março de 2007, apresentava Fuko com duas outras modelos. Bachelor Magazine, uma revista japonesa para adultos, incluiu um DVD de 20 minutos chamadoBusty Angels com a Fuko em sua edição de Março de 2007.
O DVD Dekaroman (デカロマン) foi lançado em 25 de Maio de 2007. Em seu blog, Fuko mencionou que este DVD foi filmado em Okinawa. O primeiro photobook dela, KYO-P!!, foi lançado em 25 de Junho de 2007, mesmo dia do lançamento de seu quarto DVD, Chidarake, em que ela aparece também com outras modelos. Os próximos DVDs da Fuko, Fuko Kyo-P!! e Fuko - Pineapple, foam lançads em  Julho e Setembro daquele ano. Em Novembro de 2007, ela lançou o primeiro DVD para o estúdio Layful, chamado Fuko - Eight Vol. 1, e o Volume 2 foi lançado em 16 de Dezembro de 2007, com o Volume 3 sendo lançado em 26 de Janeiro de 2008.
Em 1 de janeiro de 2009, Muteki anunciou que Fuko estrelaria o DVD Great Fuko (グレイト 風子) seu primeiro AV (adult video), o qual foi lançado em 1 de Fevereiro de 2009. Um segundo AV foi lançado por este estúdio Bomber Fuko (ボンバー 風子) em 1 de Março de 2009.
Desde 2013, ela tem apresentado outro blog sob o nome de guerra "P-Chan" e filmando vídeos curtos softcore.
Em 2015, ela posou para ensaios fotográficos de Scoreland and XL girls.
Ainda em Agosto de 2015, ela escreveu no Twitter que ela não faria mais vídeos pornográficos novamente, adicionando que ela estava "mais interessada em trabalhos divertidos do que trabalhos sujos", mas que ainda seguiria posando para ensaios adultos.
Em 2017, ela apareceu nos filmes Breast Around: Electric Boobaloo e P-Chan Busting into America, seus dois primeiros DVDs filmados fora da Ásia, ambos lançados por Atomic Cheesecake Productions.

## Filmografia como Idol
| Video title                        | Título                                    | Diretor | Data de lançamento     |
| ---------------------------------- | ----------------------------------------- | ------- | ---------------------- |
| Fuko P! 風子 P!                    | Takeshobo 竹書房                          |         | 9 de Março de 2007     |
| Mix Juice ミックスジュース         | Video Maker ビデオメーカー                |         | 16 de Março de 2007    |
| Dekaroman デカロマン               | Maker Original メーカーオリジナル         |         | 25 de Maio de 2007     |
| Chidarake 乳だらけ                 | Maker Original                            |         | 25 de Junho de 2007    |
| Fuko Kyo-P!! 風子 KYO-P!!          | Orustak Pictures オルスタックピクチャーズ |         | 27 de Julho de 2007    |
| Fuko - Pineapple 風子 パイナッぷる | Takeshobo                                 |         | 21 de Setembro de 2007 |
| Fuko - Eight Vol. 1                | Layful レイフル                           |         | 18 de Novembro de 2007 |
| Fuko - Eight Vol. 2                | Layful                                    |         | 16 de Dezembro de 2007 |
| Fuko - Eight Vol. 3                | Layful                                    |         | 26 de Janeiro de 2008  |
| Mega Happy!                        | Happinet Pictures                         |         | 20 de Abril de 2008    |
| The Huge Bust Fuuko                | Air Control                               |         | 25 de Agosto de 2008   |
| Uruwashi no Pko                    | Happinet Pictures                         |         | 25 de Outubro de 2008  |

## Filmografia como AV
DVD "Adult Video"'
| Título de Vídeo                                                        | Título       | Diretor     | Data de lançamento |
| ---------------------------------------------------------------------- | ------------ | ----------- | ------------------ |
| TEK-009 Great Fuko                                                     | MUTEKI       |             | 1 fevereiro 2009   |
| OAE-038 All Nude Fuko                                                  | Air Control  |             | 25 março 2009      |
| TEK-010 Bomber Fuko                                                    | MUTEKI       |             | 1 março 2009       |
| TEK-011 Max Fuko                                                       | MUTEKI       |             | 1 abril 2009       |
| SOE-214 Risky Mosaic Ban Fuko Cup Entertainer × P                      | S1 NO1 Style |             | 7 maio 2009        |
| SOE-230 Fuko Facials Cup Tremendous Entertainer × P                    | S1 NO1 Style |             | 7 junho 2009       |
| SOE-247 Fuko Orgy Cup Bakobako Entertainer × P                         | S1 NO1 Style | Aki Hideto  | 7 julho 2009       |
| SOE-262 × P Cup Screaming Entertainer! Fuko Big Magnum FUCK            | S1 NO1 Style | Aki Hideto  | 7 agosto 2009      |
| SOE-277 More Intense Cup Entertainer × P, Fuko Violently Pierced       | S1 NO1 Style | Aki Hideto  | 7 setembro 2009    |
| SOE-296 Why Fuko Busty Celebrity Entertainer Took Off In Japan Cup × P | S1 NO1 Style | Aki Hideto  | 19 outubro 2009    |
| SOE-356 Last Look At This! SEX Fuko Big Breasts Of Japan               | S1 NO1 Style | Aki Hideto  | 19 fevereiro 2010  |
| ONSD-554 Twenty Four Hours Cowgirl Tits                                | S1 NO1 Style |             | 19 outubro 2011    |
| SOE-725 Time 24 S1!! S1 PRECIOUS GIRLS 2012                            | S1 NO1 Style | Yumeyuki Da | 19 fevereiro 2012  |

1. 1 2  «フラッシュ「"Pカップグラドル"風子クンはカリスマ風俗嬢だった」] ("Flash: P-Cup Fuko was a sex industry-girl)». tvmania.livedoor.biz (em japonês). 16 de janeiro de 2007. Consultado em 11 de abril de 2007
2. ↑  «Fuko (風子 Fūko) (Profile)». www.dmm.co.jp. Consultado em 9 de fevereiro de 2009
3. 1 2  
«Fuko Biography». ilovefuko.awardspace.com. Consultado em 11 de abril de 2007. Arquivado do original em 3 de março de 2016
4. ↑  «風子の風まかせ～♪ (Fuko's Blog, September 2006 entry)». blog.livedoor.jp/you_got_served (em japonês). Consultado em 11 de abril de 2007
5. ↑  «グラビアアイドル・芸能人・有名人のホットな噂 (Gravure Idol, Show Business People, Famous People's Hot Rumors)». hotnawadai.seesaa.net (em japonês). Consultado em 11 de abril de 2007. ネット上で話題になるPカップグラビアアイドルの風子を2006年11月21日放送回「なるトモ!」で風子の名前は挙げなかったが「この前、Pカップの子と仕事をしたんですよ。
6. ↑  «風子 P!». Amazon.com (em japonês). Consultado em 11 de abril de 2007
7. ↑  ミックスジュース. Amazon.com (em japonês). Consultado em 11 de abril de 2007
8. ↑  JustMeMike (29 de abril de 2007). «Busty Angels - Fuko: Bachelor Magazine (DVD Review)». aov.gijo.org. Consultado em 2 de maio de 2007
9. ↑  «デカロマン (Dekaroman)». Amazon.com (em japonês). Consultado em 2 de maio de 2007
10. ↑  «風子の風まかせ～♪ (Fuko's Blog, April 14, 2007 entry)». blog.livedoor.jp/you_got_served (em japonês). 14 de abril de 2007. Consultado em 2 de maio de 2007. タイトルがなんと「デカロマン」・・・・... 沖縄で撮影してきた作品だよ
11. ↑  «KYO-P!!». www.saibunkan.co.jp (em japonês). Consultado em 23 de junho de 2007. Arquivado do original em 10 de junho de 2007
12. ↑  乳だらけ 風子,岡田真由香,潤音. Amazon.com (em japonês). Consultado em 24 de junho de 2007
13. ↑  «風子EIGHTvol.2 (DVD付)». Amazon.com (em japonês). Consultado em 4 de dezembro de 2007
14. ↑  グレイト 風子 (em japonês). muteki6.kitaguni.tv. Consultado em 9 de janeiro de 2009. Arquivado do original em 30 de outubro de 2009
15. ↑  «Bomber Fuko ボンバー 風子». www.dmm.co.jp. Consultado em 9 de fevereiro de 2009
16. ↑  Ｐちゃん (em japonês). Consultado em 15 de abril de 2015
17. ↑  scoreland. Consultado em 26 de setembro de 2015
18. ↑  «Pちゃん茶碗蒸し大使 on Twitter: "I'm more interested in doing fun work rather than dirty work."». Twitter.com. Consultado em 20 de setembro de 2016
19. ↑  «Pă Ąă‚ƒă‚"čŒśç˘—č'¸ă —ĺ¤§ä˝ż on Twitter: "For those of you asking whether or not I will do porn again, the answer is no. I will never do it again."». Twitter.com. Consultado em 20 de setembro de 2016
20. ↑  Breast Around: Electric Boobaloo, Atomic Cheesecake Productions, 20 de fevereiro de 2017, consultado em 14 de junho de 2017
21. ↑  Filmography from Japanese Amazon, based on search: 風子. Amazon (em japonês). Consultado em 1 de agosto de 2007
22. ↑  Filmografia baseada no site javlibrary.com«fuuko». Consultado em 19 de novembro de 2015